# باراجانو
باراجانو (بالإيطالية: Baragiano)‏ هي بلدية في مقاطعة بوتنسا في إقليم بازيليكاتا الإيطالي.

## السكان
في سنة 1861 بلغ عدد السكان 2٬062 نسمة، وتطور العدد ليصل في سنة 2011 لـ 2٬675 نسمة.
يظهر هذا المخطط البياني تطور النمو السكاني لـ باراجانو

## توأمة
لباراجانو اتفاقيات توأمة مع كل من:
- Jalasjärvi [الإنجليزية]‏
- مورو لوكانو